# John O'Brien
John Patrick O'Brien (Los Angeles, 29 de agosto de 1977) é um ex-futebolista norte-americano, que atuava tanto como meio-campista quanto como defensor.

## Carreira
Um dos primeiros jogadores dos EUA a jogar em um grande clube europeu, O'Brien começou sua carreira nas categorias de base do Ajax, onde assinaria seu primeiro contrato profissional em 1998. Pouco depois de fazer sua estreia no time principal dos Ajacieden, seria emprestado ao Utrecht por uma temporada.
Voltou ao Ajax em 1999 e se firmou na equipe titular até 2004. Desde então, lesões começaram a atormentar o jogador, que foi para o ADO Den Haag no ano seguinte, mas não conseguiu obter destaque, jogando apenas três partidas.
Nos EUA, O'Brien foi contratado pelo Chivas USA, sua última equipe na carreira. No entanto, uma nova sequência de lesões prejudicou o atleta, que atuaria uma única vez pelo Chivas antes de se aposentar em 2006.

## Seleção
O'Brien estreou na Seleção dos EUA em abril de 1998, mas não foi lembrado por Steve Sampson para a Copa de 1998.
Foi convocado para a Copa seguinte, realizada por Coreia do Sul e Japão, tendo marcado um gol, contra Portugal. Esteve também na Copa de 2006, mas uma lesão, contraída na partida contra a República Checa, tirou o jogador do torneio.